# Ussac
Ussac (en occitano Ussac) es una localidad y comuna francesa situada en la región de Lemosín, departamento de Corrèze, en el distrito de Brive-la-Gaillarde y en el cantón de Malemort-sur-Corrèze. Sus habitantes se llaman, en francés, ussacois.
Supoblación en el censo de 2008 era de 3610 habitantes.
Está integrada en la Communauté d'agglomération de Brive.

## Geografía
Además del núcleo de Ussac, también forman parte de la comuna las aldeas de la Chassagne, Chaumont, la Chanourdie, la Goute, la Graffeuille, le Griffolet, Lintillac, le Ridoulet y Saint-Antoine les Plantades.
Ussac forma parte del área metropolitana de Brive-la-Gaillarde, y en el cruce de las autovías A20 (París-Toulouse) y A89 (Burdeos-Lyon). También dispone de estación de ferrocarril. Se sitúa cuatro kilómetros al noroeste del centro de Brive.

## Demografía
| 1266 | 1418 | 1655 | 2077 | 2762 | 3260 | 3610 |
| Para los censos de 1962 a 1999 la población legal corresponde a la población sin duplicidades (Fuente: INSEE [Consultar]) |      |      |      |      |      |      |

## Administración y política
En el referendo sobre la Constitución Europea, celebrado el 29 de mayo de 2005, ganó el no con un 51,18% de los votos.
Algunos resultados electorales recientes (primeras vueltas del sistema francés):
| extrema izquierda | Lista de izquierda (socialistas, comunistas y otros) | ecologistas | Lista Caza y Pesca | derecha tradicional (dos listas) | Frente Nacional |
| ----------------- | ---------------------------------------------------- | ----------- | ------------------ | -------------------------------- | --------------- |
| 4,9%              | 34,9%                                                | 8,7%        | 6,3%               | 35,1%                            | 10,2%           |

## Economía
Según el censo de 2008, la distribución de la población activa por sectores era:
| agricultura | industria | construcción | servicios |
| ----------- | --------- | ------------ | --------- |
| 2%          | 11,8%     | 14,1%        | 72%       |

Su principal centro de actividad económica es la ZAC (polígono) de la Gare, que se extiende entre la A20 y las vías del ferrocarril, hasta el límite con Brive. Se trata de una zona dedicada a la logística y el transporte.

## Historia
Se han encontrado restos neolíticos en sus alrededores (Saint-Antoine les Plantades y le Clou).
La aldea de Ussac fue dominio rural de un galo-romano llamado Ulciacum o Ulois, al parecer descendiente de Cayo Fabio, lugarteniente de Julio César. Éste galo-romano poseía en el siglo V de nuestra era la Villa Lintimacus (Lintillac), que pasó a ser dominio privado de un hijo del duque Béraud de Aquitania en 623. El primer documento en que se menciona a Ussac es del año 945.
La abadía de Tulle recibió la posesión en la segunda mitad del siglo XII. Ussac pasó a ser priorato, perteneciendo al vizcondado de Turena y a la castellanía de Brive. Bajo la dependencia civil de Turena, la doble baronía de Vergy y Ussac pasó de unos a otros grandes señores.
La iglesia, que en origen era románica del siglo XII, sufrió notablemente en las guerras de religión.
Ussac también tuvo su parte en la Revolución. Jean Baptiste Lanot, párroco del pueblo desde 1783, fue elegido alcalde y se reveló como un defensor temible del Terror. Joseph de Félines, entonces barón de Ussac y Vergy, dio el 12 de marzo de 1789 a Charles de Philip, conde de Saint-Viance, poder para presentar las quejas de los habitantes de Ussac.
Ochenta habitantes de Ussac fueron enrolados en el Batallón de Corrèze durante las guerras napoleónicas, y otros fueron alistados en otros servicios del ejército.
Sesenta y tres hijos de Ussac murieron en los campos de batalla de la Primera Guerra Mundial.
Durante la Segunda Guerra Mundial se produjo un enfrentamiento entre la Resistencia y los ocupantes alemanes el 8 de agosto de 1944.